# Râul Valea Crovului
Râul Valea Crovului este un curs de apă, afluent al râului Cheia. 